# Тау Южной Рыбы
Тау Южной Рыбы (Tau PsA, τ Piscis Austrini, τ PsA) — звезда в созвездии Южной Рыбы. Видимая звёздная величина +4.94 (видна невооружённым глазом). Находится на расстоянии 61 светового года от Солнца. Возраст звезды оценивается в 1.3 миллиарда лет.